# زرین (اردکان)
زرین (اردکان)، روستایی از توابع بخش خرانق شهرستان اردکان در استان یزد ایران است.

## جمعیت
این روستا در دهستان زرین قرار دارد و براساس سرشماری مرکز آمار ایران در سال ۱۳۸۵، جمعیت آن زیر سه خانوار بوده‌است.